# 基因改造細菌
 基因改造細菌是第一個人類在實驗室中成功改造的基因生物。  这些生物现在被用于多种用途，特別是在生产大量用于医学的纯人类蛋白质中。 

## 歷史
在1978年，当时在加利福尼亚大学实验室工作的赫伯特·博耶 （ Herbert Boyer）成功將人类胰岛素基因的一个版本，混入到大肠杆菌中，並成功生产出人工合成的胰島素 。 四年后，它獲美国食品和药物管理局批准 。 